# Parc national de Petkeljärvi
Le parc national de Petkeljärvi (en finnois : Petkeljärven kansallispuisto) est un parc national finlandais situé à Ilomantsi en Carélie du Nord. C'est l'un des plus petits du pays (6 km²). Le parc, avec le parc national de Patvinsuo, appartient aux réserves de biosphère de Carélie du Nord de l’UNESCO.

## Géographie et faune
De petite taille (7 km² à peine), le parc se compose de forêt boréale humide ainsi que de lacs. Sa faune comprend des élans, ours, lynx, ainsi que des mammifères aquatiques tels que des castors et des loutres.

## Sentiers
La parc offre plusieurs parcours:
- Le Taitajan taival, 31 kilomètres, va de la presqu'île Petraniemi du Petkeljärvi jusqu'au village Mekrijärvi[v 1].
- Le Kuikan kierros, 6,1 kilomètres longe 9 zones humides et l'on peut y voir des castors, des plongeons arctiques et des cygnes[v 2],[r 1].
- Le Harjukierros, 3,5 kilomètres.

## Galerie

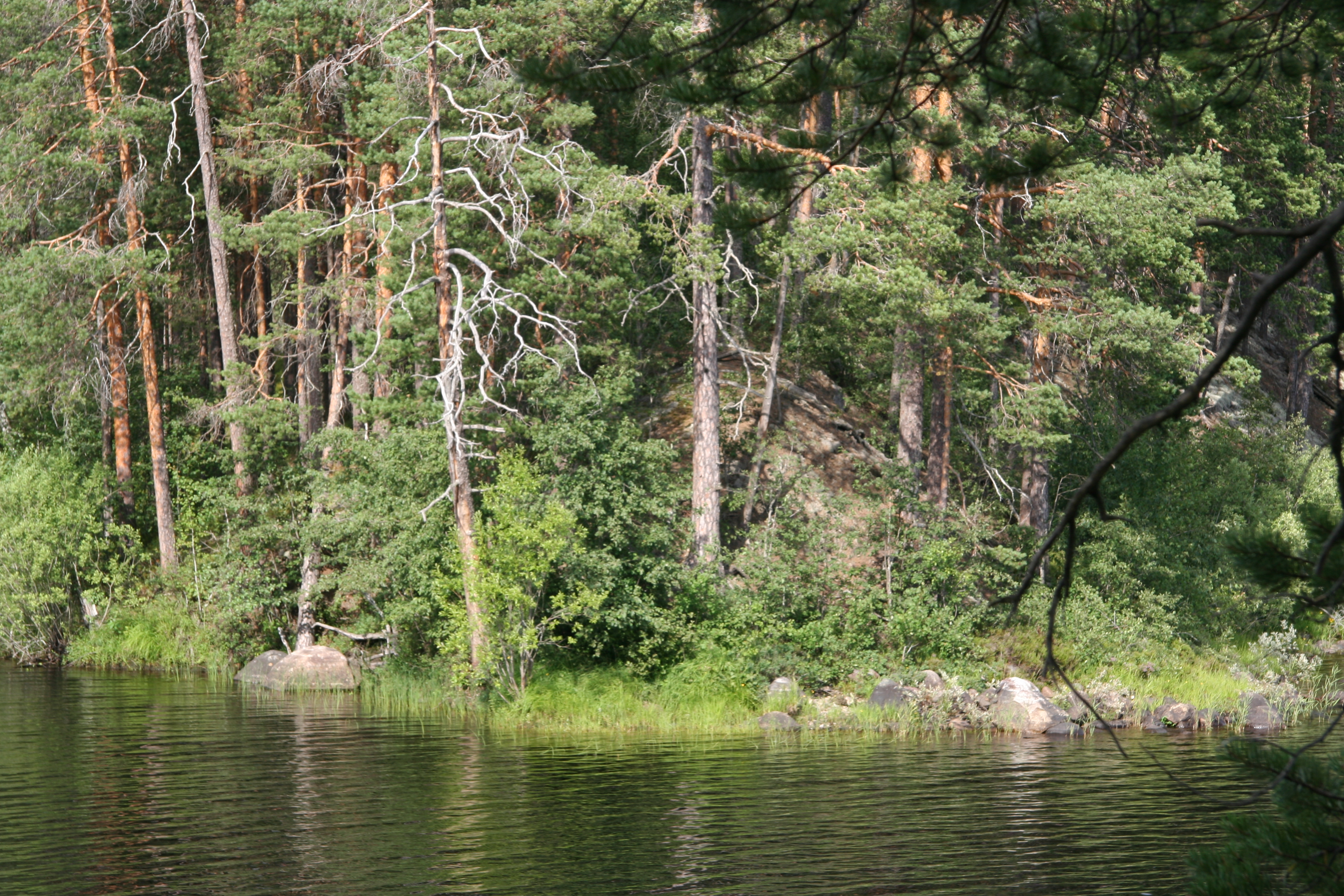
Côtes raides typiques du parc.
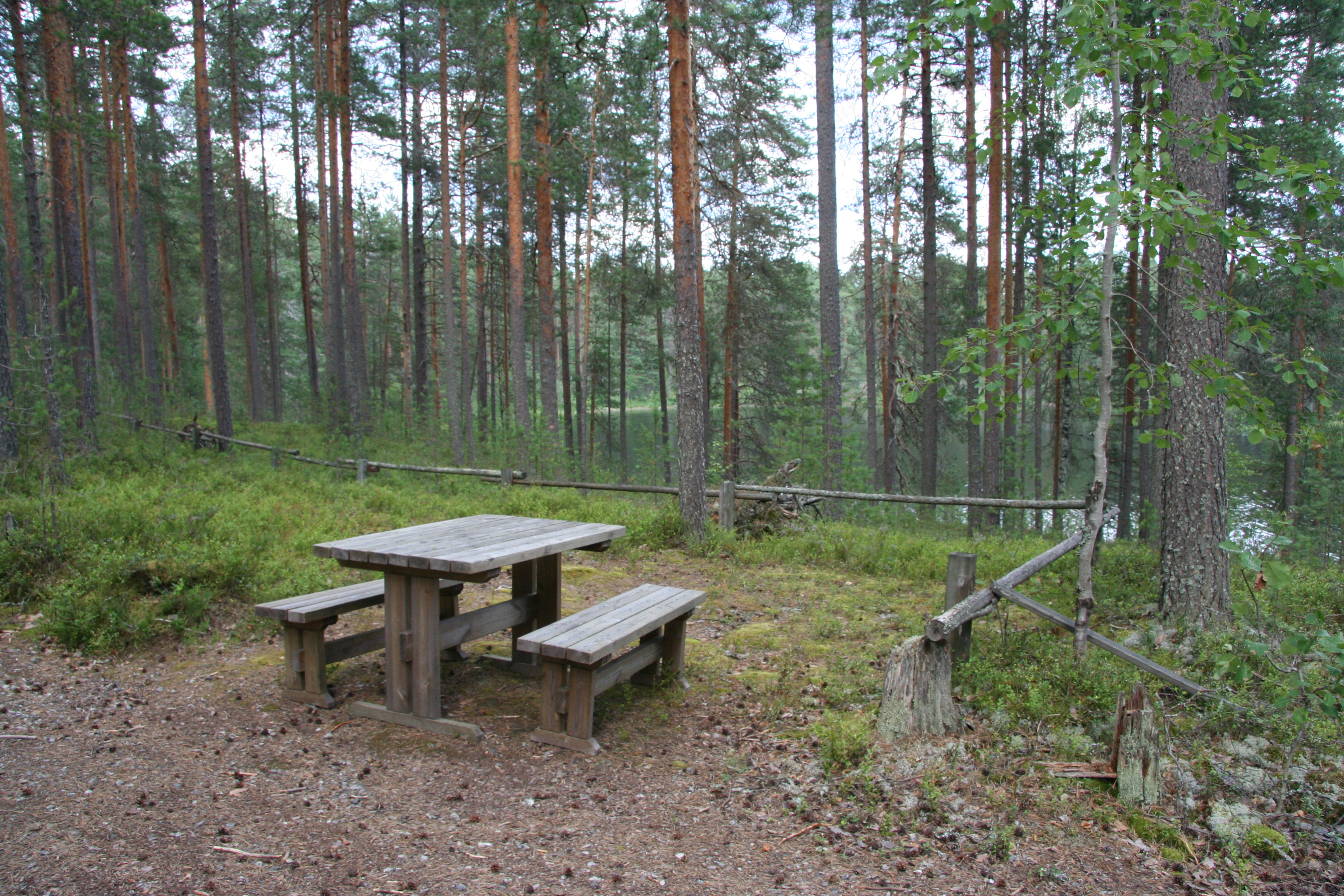
Le camping de Petkel.